# Évocation spirite
Évocation spirite je francouzský němý film z roku 1899. Režisérem je Georges Méliès (1861–1938). Film trvá zhruba jednu minutu.
Méliès na sklonku života spálil všechny dochované originální kamerové negativy svých filmů a předpokládá se, že asi tři pětiny jeho produkce jsou ztraceny. Snímek byl považován za ztracený do roku 2007, kdy byla nalezená kopie filmu identifikována a restaurována španělským archivem Filmoteca de Catalunya.

## Děj
Kouzelník (Georges Méliès) venku zavěsí věnec do vzduchu, dá skrz něj ruku a začne čarovat. Uprostřed věnce se objeví groteskní tvář, tu potom nechá změnit na ženskou tvář, a tu nahradí svým obličejem, který také nechá zmizet. Na závěr kouzelník vnikne skrz věnec hlavou a rukama.